# Myrtil Frída
Pour les articles homonymes, voir Frida.
Myrtil Frída (né le 21 décembre 1919 à Prague et mort le 10 août 1978 dans la même ville) est une historien, critique de cinéma, scénariste, acteur et archiviste tchécoslovaque.

## Biographie
Son prénom vient de l'un des personnages de la pièce Hippodamia, écrite par son grand-oncle Jaroslav Vrchlický (de son vrai nom Emil Frida).
En 1945, il commence à collaborer avec Jindřich Brichta, fondateur des collections cinématographiques du Musée national des techniques et directeur des Archives cinématographiques. Il travaille ensuite aux Archives cinématographiques pendant trente ans. Expert du cinéma muet tchèque et des grotesques, comédies et comédies musicales muettes américaines, il est l'auteur d'articles et de publications sur le cinéma, scénariste (Král komiků) et coauteur de séries télévisées (Malá filmová historie, Nesmrtlené stíny, 52 komiků). Après l'occupation de la Tchécoslovaquie en août 1968, il cache des films documentaires interdits aux Archives cinématographiques,. 
Il est aussi acteur dans les films Stopa vede do Liptákova (cs) (1969) et Adéla jest večeřela (1977). Dans d'anciennes versions du spectacle Němý Bobeš (cs) (1971) du répertoire du Divadlo Járy Cimrmana (cs), il est remercié, en tant que responsable des archives cinématographiques, pour avoir mis à disposition le court-métrage Tatranský národní park - část druhá: Srny a kamzíci, qui a aidé l'acteur du rôle-titre dans son interprétation.
Mort en 1978 à Prague, il est inhumé au cimetière de Vyšehrad.

## Filmographie

### Cinéma
- 1963 : Král komiků : scénario
- 1963 : Muzeum zázraků : collaborateur
- 1964 : Devadesát minut překvapení : collaboration au scénario
- 1969 : Stopa vede do Liptákova : scénario et acteur
- 1976 : Sejdeme se u Výstavní brány : scénario
- 1977 : Adéla ještě nevečeřela : acteur

### Télévision
- 1962-1967 : Malá filmová historie : histoire originale et scénario
- 1966-1968 : Desetkrát odpověz : conseiller
- 1968 : 70 let čs. filmu : thème et scénario
- 1969 : Grandsupertingltangl : conseiller
- 1970-1977 : 52 komiků a spol. : histoire originale et scénario
- 1971-1973 : Nesmrtelné stíny : histoire originale et scénario
- 1977 : Komik a jeho svět : histoire originale et scénario
- 1978 : Kino mého mládí : histoire originale et scénario

## Publications
- avec Jan Stanislav Kolár, Československý němý film 1898–1930, Prague, Československý film, 1957
- avec Jaroslav Brož, Historie československého filmu v obrazech 1930–1945, Prague, Orbis, 1966
- avec Jaroslav Brož, Hugo Haas, Prague, Český filmový ústav, 1971
- avec Jaroslav Brož, Douglas Fairbanks – moderní mušketýr, Prague, Československý filmový ústav, 1973
- Harold Lloyd, Prague, Československý filmový ústav, 1973
- avec Jaroslav Brož, 666 profilů zahraničních režisérů, Prague, Československý filmový ústav, 1977